# Siamesisch-Kambodschanischer Krieg 1714–1717
Der Siamesisch-Kambodschanische Krieg 1714–1717 war eine militärische Auseinandersetzung zwischen dem Königreich Ayutthaya (Siam) und dem Reich der Khmer (Kambodscha).

## Vorgeschichte
Der neu gekrönte kambodschanische König Prea Srey Thomea wurde von seinem Onkel Keo Fa († etwa 1720) mit Hilfe der Vietnamesen und Laoten überwältigt. Er flüchtete nach Siam, wo er den König Thai Sa (1681–1733) um Hilfe bei der Rückgewinnung des Throns anging. Thai Sa war bereit dazu, auch weil er den Einfluss der Vietnamesen schwächen wollte.

## Verlauf
Zunächst sandte Thai Sa während der trockenen Jahreszeit in zwei aufeinanderfolgenden Jahren kleinere Armeen nach Kambodscha, die Keo Fa vergeblich zu besiegen suchten. 1717 kamen die Siamesen mit einer größeren Streitmacht zurück, die aus einer Landarmee und Seestreitkräften bestand. Die Landarmee kam von Norden über Siem Reap, während eine kleinere Armee in Booten über den Golf von Siam von Süden her nach Kambodscha eindrang. Diese wurde bei Banteay Meas von kambodschanischen und vietnamesischen Truppen gestellt und musste sich auf die Boote zurückziehen. In einem darauf folgenden Sturm ging der größte Teil der Flottille unter. Die von Norden her operierende Armee traf auf weniger Widerstand und marschierte auf die Hauptstadt Udong zu. Hier einigten sich die Siamesen mit Keo Fa darauf, dass dieser auf dem Thron bleiben konnte, wenn er die siamesische Oberhoheit wieder anerkannte.

## Folgen
Kambodscha wurde in der Folgezeit hin- und hergerissen zwischen den Ansprüchen aus Siam und aus Vietnam. Prea Srey Thomea bestieg niemals den Thron von Kambodscha.